# Bernhard III. (Paderborn)
Bernhard III., ein Bernhard von Oesede († 28. März 1223) war von 1204 bis 1223 Bischof von Paderborn.

## Leben
Bernhard war Sohn von Ludolf von Oesede, dieser war ein Bruder von Bischof Bernhard I. von Oesede. Er war Bruder von Widekind von Oesede. Seine Schwester Gertrud von Oesede war Äbtissin des Stifts Böddeken.
Vor der Übernahme des Bischofsamtes war er Domherr in Paderborn. Kurz nach seinem Amtsantritt wurde ein Streit mit dem Kloster Corvey beigelegt, das sich über Übergriffe von der Burg auf dem Desenberg beschwert hatte. Der Bischof und Abt Witukind vereinbarten die gemeinschaftliche Zerstörung der Burg und schlossen ein Bündnis. Die Burg wurde allerdings nicht vollständig zerstört, sondern später wieder aufgebaut. Im Streit zwischen Otto IV. und Philipp von Schwaben stellte er sich anders als sein Vorgänger auf die Seite von Philipp. Dies brachte ihm vom Papst den Vorwurf des Treuebruchs ein. Nach dem Tod Ottos konnte Bernhard die päpstliche Gunst zurückgewinnen.
Wie schon sein Vorgänger hat er die Klöster seiner Diözese gefördert. Er hat 1209 etwa das Kloster Gehrden von der Vogtei des Grafen Heinrich von Schwalenberg befreit. Dem Abdinghofkloster schenkte er den Zehnten eines Gutes. Im Jahr 1216 reiste er mit großem Gefolge zu Graf Gottfried II. von Arnsberg und veranlasste diesen, Besitzungen dem Kloster Willebadessen zu stiften. Dem Kloster schenkte Bernhard 1221 ebenfalls den Zehnten aus bestimmten Besitzungen. Dem Kloster Gehrden vermachte er 1222 das Gut Burg. Das Kloster Neuenheerse trat ihm die Lehnsherrschaft über die Stadt Brakel und die Hinnenburg ab.
Im Jahr 1210 kam es mit den Herren von Nienover zu einem Vergleich um einen großen Waldbesitz. Im selben Jahr musste der Bischof einer Vereinbarung mit dem Domkapitel zustimmen, nach der ein Bischof zukünftig ohne Zustimmung des Kapitels keine Kirchengüter, die im gemeinsamen Besitz beider Seiten war, verkaufen durfte.
In seine Zeit fällt 1222 ein erster Aufstand der Bürger der Stadt Paderborn gegen ihren Landesherren. Dabei spielte der Versuch des Kölner Erzbischofs Engelbert I. eine Rolle, seinen Einfluss als Herzog von Westfalen auch auf Paderborner Gebiet auszudehnen. War es bereits zuvor zu einer Entfremdung der Paderborner zu ihrem Bischof gekommen, vertrauten sie nun auf die Unterstützung des Kölner Erzbischofs in ihrer Sache. Tatsächlich hat der Erzbischof nach dem Aufstand die Sache der Bürger dadurch gestärkt, dass er bei König Heinrich VII. 1214 erwirkte, dass die Bürger einen Vizerichter wählen durften. Dadurch verlor unter anderem der bischöfliche Stadtgraf erheblich an Einfluss.